# Yaşar Nezih Eyüboğlu
Yaşar Nezih Eyüboğlu (* 7. November 1962 in Trabzon) ist ein türkischer Theaterschauspieler.

## Leben
Im Jahr 1980 wurde Yaşar Nezih Eyüboğlu im Theateratelier von Ali Poyrazoglu und Korhan Abay mit dem Theater bekannt. In den vier Jahren Tätigkeit in diesem Atelier unterhielt Eyüboğlu auch Beziehungen zu Amateurtheatern und hatte dort Rollen und Auftritte. Im Jahr 1984 war er als Schauspieler beim “Taner Barlas Mim”-Theater, wo er auch in anderen Bereichen wie Licht und Effekt tätig war. Danach arbeitete er im In- und Ausland mit verschiedenen Künstlern wie Beklan Algan, Ayla Algan, Güngör Dilmen, Çetin Ipekkaya, Haluk Sevket Ataseven, Kenan Isik, Karl Meyer, J.G. Nordman, Sahroo Kjeremand, H.W. Nickel, Picaro Debaushe und Ellen Stewart als Schauspieler, Regisseur und zu Studienzwecken zusammen. In diesen Jahren war er im In- und Ausland auch als Performancekünstler tätig.
Seit seiner Gründung im Jahre 1988 bis zum Jahre 2001 spielte Eyüboğlu am IBST-TAL (Städtisches Theater Istanbul – Labor für Theaterstudien) und hatte dort ebenfalls eine leitende Stellung inne. Weiterhin war er bei den Theatern Sandımay Sokak und Anatole Sokak Oyuncuları als Schauspieler tätig. Darüber hinaus war er Ausbilder im Theaterzentrum GSM, wo er seit dessen Gründung im Jahre 1997 bis 2001 Unterricht in der Sparte “Die Sprache des Körpers” gab. Im Jahre 1998 gründete Eyüboglu das Sehirdisi Theater, das „Nichtstädtische“ Theater.